# Pilgrimsleden i Dalsland
Pilgrimsleden är en vandringsled i Dalsland.
Den är över 10 mil lång och sträcker sig från Dalbostigen (väster om Vänersborg) i söder till Dalboredden i norr, där den vid Ämmeskogs kyrkoruin ansluter till Pilgrimsleden i västra Värmland.
Historiskt sett går leden via marker som använts av forna tiders pilgrimsvandrare. Dessa kom via båt från Västergötland över Vänern till Sunnanå i nuvarande Melleruds kommun. Därifrån fortsatte de till fots norrut via Edsleskog mot slutmålet Nidaros (nuvarande Trondheim) i Norge, för att där uppsöka Olav den heliges grav.